# Curtiss-Wright XP-55 Ascender
Curtiss-Wright XP-55 Ascender var ett experimentellt amerikanskt jaktflygplan av Curtiss-Wright Corporation från andra världskriget. Det hade en okonventionell konfiguration av canardvinge och skjutande propeller. Detta för att ge piloten bättre sikt och ge planet möjlighet till nosställ för lättare landning och beväpning centrerad i nosen. XP-55 hade många problem med avionik och problemen blev aldrig lösta. Tre prototyper byggdes varav alla havererade under flygförsök. Det sista planet havererade 1945 under en flyguppvisning vilket dödade pilot och 4 civila.